# Липо Меми
Липо Меми (на италиански: Lippo Memmi, * 90-те г. на 13 век, Сиена, Сиенска република, † 1356, пак там) е италиански художник от Сиенската школа, работил в Сиена от 1317 до 1350 г.

## Биография
Неговият баща Мемо ди Филипучо също е художник, затова Липо се обучава най-вече в неговата работилница. Най-голямо влияние над неговото творчество оказва Симоне Мартини, съвместно с когото Липо Меми по всяка вероятност работи още през 1315 г. над фреската „Маестà“ в сиенското кметство. През 1324 г. Мартини се жени за дъщерята на Мемо ди Филипучо, и сестра на Липо Меми, Джована.

## Творчество
Първото подписано и датирано произведение на Липо Меми се явява голямата фреска „Маестà“ (4,35 х 8,75 м.), изписана съвместно с баща му Меми ди Филипучо през 1317 г. в кметството на Сан Джиминяно. В общи черти тя повтаря аналогичната фреска на Симоне Мартини, създадена 2 г. по-рано, включително балдахина, предназначен да създаде илюзия за триизмерно пространство.
Влиянието на Симоне Мартини се проявява както в кавалетните работи, така и във фреските. Занапред тяхното творческо взаимодействие приема зрими форми: над знаменитото „Благовещение“ (1333 г., Галерия Уфици, Флоренция) те работят заедно. Липо и неговият брат Тедерико Меми работят в ателието на Мартини и вероятно го съпровождат по време на пътешествието му до Авиньон.
- Творби
- Мадоната с Младенеца, 1320 – 1322 г., Музей „Линденау“, Алтенбург
- Мадоната с Младенеца, Национална пинакотека, Сиена
- Тайната вечеря, Катедрала на Сан Джминяно
- Благославащия Христос (детайл), 1320 - 1322 г., Музей на Чертога в Дуей, Франция